# Носачевичи
Носаче́вичи (укр. Носачевичі) — село в Рожищенской городской общине Луцкого района Волынской области Украины.
До 2020 года входило в Рожищенский район.
Код КОАТУУ — 0724584601. Население по переписи 2001 года составляет 289 человек. Почтовый индекс — 45108. Телефонный код — 3368. Занимает площадь 0,183 км².